# درونیابی نزدیکترین همسایه

درونیابی نزدیک‌ترین نقطه در یک شبکه دوبعدی یکنواخت (نقاط سیاه). هر سلول رنگی مساحتی را نشان می‌دهد که تمام نقاط درون آن یک نقطه سیاه را به عنوان نزدیک‌ترین همسایگی خود دارند.

درونیابی نزدیکترین همسایه (به انگلیسی: Nearest-neighbor interpolation) (همچنین نمونه‌گیری نقطه ای یا درونیابی نقطه نزدیک مرکز) یک روش ساده درونیابی برای توابع چندمتغیره در یک یا دو بعد است.
درونیابی به معنی پیدا کردن مقادیر تابع در نقاطی است که مقدار تابع در همسایگی آن نقاط مشخص است. الگوریتم نزدیکترین همسایه مقدار تابع در نزدیکترین نقطه را انتخاب کرده و به نقاط همسایگی دیگر نیازی ندارد.

## ارتباط با دیاگرام ورونوی
برای تعداد مشخصی از نقاط در صفحه، دیاگرام ورونوی تقسیم فضا به تعدادی سلول است؛ هر نقطه یک سلول. درنتیجه، نزدیکترین نقطه به هر قسمت از سلول درون همان سلول واقع شده‌است. این کار معادل درونیابی نزدیک‌ترین همسایه، با اختصاص مقدار تابع در یک نقطه مشخص به تمام نقاط درون سلول است.

## پردازش تصویر
یکی از کاربردهای این روش در تغییر تعداد پیکسل‌ها (تغییر سایز) یک تصویر است. به عنوان مثال، تصویری که حاوی 9 پیکسل باشد، برای تبدیل شدن به یک تصویر بزرگتر با 36 پیکسل به 27 پیکسل دیگر نیاز دارد. از آنجایی که تصویر اصلی فاقد این پیکسل‌ها است، باید این پیکسل‌ها را با توجه به مقادیر پیکسل‌های موجود ایجاد کرد. در این روش در همسایگی هر پیکسل سه پیکسل اضافه می‌شود که هر سه پیکسل مقداری مشابه پیکسل اصلی دارند.

## نگارخانه

ادیاگرام ورونوی یک مثال از درونیابی نزدیکترین همسایه است. در این مثال مجموعه ای از نقاط سیاه تصادفی در یک شبکه دو بعدی قرار گرفته‌اند. نزدیک‌ترین نقطه سیاه به هر قسمت از صفحه، درون همان سلولی است که آن قسمت از صفحه در آن واقع شده‌است.
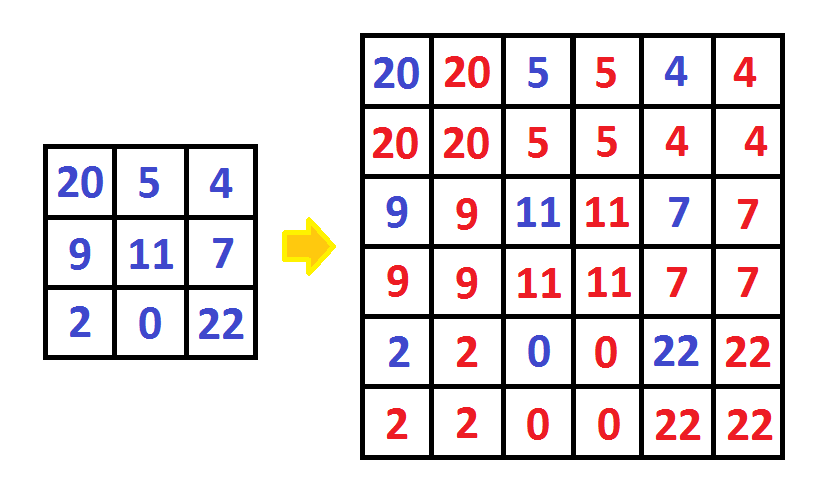
مقایسه روش درونیابی نزدیکترین همسایه در حالت یک بعدی و دوبعدی به همراه مقایسه این دو حالت در دو روش دیگر. نقاط رنگی برابر نقاط درونیابی شده و نمونه‌ها در همسایگی هستند. خطوط عمودی نیز بیانگر مقادیر تابع در آن نقاط است